# Västansjö en Långsjö
Västansjö en Långsjö (Zweeds: Västansjö och Långsjö) is een småort in de gemeente Borlänge in het landschap Dalarna en de provincie Dalarnas län in Zweden. Het småort heeft 84 inwoners (2005) en een oppervlakte van 26 hectare. Eigenlijk bestaat het småort uit twee plaatsen: Västansjö en Långsjö.